# Dorothy Lucey
Pour les articles homonymes, voir Lucey.
Dorothy Lucey est une actrice américaine née le 19 novembre 1958.

## Biographie
Elle est diplômée de l'université George Washington à Washington D.C. en sciences politiques.
Elle est mariée à David Goldstein le 4 septembre 1993 ; ils ont un enfant, Nash.

## Filmographie
- 1987 : Attitudes (série TV) : Host
- 1990 : Prime Time Pets (série TV) : Co-host
- 1992 : How'd They Do That
- 1996 : Président ? Vous avez dit président ? (My Fellow Americans) : News Anchor
- 1997 : Volcano : The Media (Herself)
- 2001 : En territoire ennemi (Behind Enemy Lines) : Dorothy Lucey